# Masamitsu Takizawa
Masamitsu Takizawa –em japonês, 滝澤正光, Takizawa Masamitsu– (21 de março de 1960) é um desportista japonês que competiu no ciclismo na modalidade de pista. Ganhou uma medalha de bronze no Campeonato Mundial de Ciclismo em Pista de 1985, na prova de keirin.

## Medalheiro internacional
| Campeonato Mundial | Campeonato Mundial | Campeonato Mundial | Campeonato Mundial |
| Ano                | Lugar              | Medalha            | Competição         |
| ------------------ | ------------------ | ------------------ | ------------------ |
| 1985               | Bassano ( Itália)  | Medalha de bronze  | Keirin (P)         |